# Мірча Іонеску-Квінт
Мірча Іонеску-Квінт (рум. Mircea Ionescu-Quintus; 18 березня 1917, Херсон — 15 вересня 2017, Плоєшті) — румунський політик, депутат (1990), міністр юстиції (1991—1992), президент (1993—2001) і почесний президент (з 2002) Національної Ліберальної партії, сенатор (вибори 1996 і 2000 років).
У 1938 році закінчив юридичний факультет Бухарестського університету.
З 1945 року став членом PNL.
Був двічі нагороджений Орденом Зірки Румунії з різним ступенем відзнаки — у 2002 і в 2017 році (лицарського й офіцерського ступеню відповідно).